# Schimmelkäfer
Die Schimmelkäfer (Cryptophagidae) sind eine Familie in der Ordnung der Käfer (Coleoptera) und finden sich in allen Ökozonen.

## Merkmale
Die Vertreter aus der Familie der Schimmelkäfer erreichen eine Länge von 0,8 (Gattung Ephistemus) bis fünf Millimetern (Gattung Antherophagus). Sie sind unauffällig gefärbt und meist braun, braunrot oder schwarz. Die Käfer haben meist eine gestreckte oder zylindrische Gestalt (selten rundlich) und besitzen kräftige Fühler mit einer meist dreigliedrigen, seltener zweigliedrigen, Fühlerkeule. Der Halsschild ist an den Seitenrändern gezähnt und mit napfartigen Vorderecken versehen. Die Beine sind bei beiden Geschlechtern meist fünfgliedrig, es gibt aber auch männliche Exemplare mit der Fußformel 5-5-4.

## Vorkommen
Man findet die Vertreter der Schimmelkäfer an organischen Abfällen, in hohlen Bäumen und auch in den Bauten von Wirbeltieren oder Insekten. Die Schimmelkäfer sind weltweit verbreitet.

## Lebensweise
Die Käfer und Larven der Schimmelkäfer leben in organischen Abfällen und ernähren sich von Schimmelpilzen, Kot und jungen Pflanzen.

## Systematik
Weltweit wurden rund 900 Arten beschrieben, weitere bislang unentdeckte Arten werden vermutet. In Europa ist die Familie der Schimmelkäfer mit fünf Unterfamilien und knapp 250 Arten vertreten, in Mitteleuropa sind es etwa 130. Die folgende Übersicht enthält die in Europa vertretenen Unterfamilien und Gattungen sowie eine Auswahl an Arten.

### Unterfamilie Alfieriellinae
- Gattung Alfieriella

### Unterfamilie Atomariinae
- Gattung Atomaria
- Gattung Curelius
- Gattung Ephistemus
- Gattung Ootypus
- Gattung Caenoscelis
- Gattung Sternodea

### Unterfamilie Cryptophaginae
- Gattung Antherophagus
  - Antherophagus similis
- Gattung Cryptophagus
- Gattung Henoticus
- Gattung Micrambe
- Gattung Paramecosoma
- Gattung Pteryngium
- Gattung Spaniophaenus
- Gattung Spavius

### Unterfamilie Hypocoprinae
- Gattung Hypocoprus

### Unterfamilie Telmatophilinae
- Gattung Telmatophilus